# Диплатинауран
Диплатинаура́н — бинарное неорганическое соединение, интерметаллид
платины и урана
с формулой UPt2,
кристаллы.

## Получение
- Сплавление стехиометрических количеств чистых веществ:

{\displaystyle {\mathsf {2Pt+U\ {\xrightarrow {1370^{o}C}}\ UPt_{2}}}}

## Физические свойства
Диплатинауран образует кристаллы ромбической сингонии, пространственная группа A ma2, параметры ячейки a = 0,560 нм, b = 0,968 нм, c = 0,412 нм, Z = 4, структура типа искажённого диникельиндия InNi2.
Соединение образуется по перитектической реакции при температуре 1370 °C.